# 柯洛6b

柯洛6b(最初也被称为柯洛-系外行星-6b)是一颗于2009年2月2日由执行柯洛计划的卫星发现的系外行星。该行星的轨道周期为8.89地球日，但其母星柯洛6仍然未经确认。其半径为木星半径的1.16倍，表面温度约为700-1000°C，属于热木星类型。